# Julie Dawn Cole
Pour les articles homonymes, voir Cole.
Julie Dawn Cole est une actrice britannique née le 26 octobre 1957 à Guildford (Royaume-Uni).

## Filmographie
- 1971 : Charlie et la Chocolaterie (Willy Wonka & the Chocolate Factory) de Mel Stuart : Veruca Salt
- 1973 : Paganini Strikes Again : Nicola
- 1975 : Le Veinard de Christopher Miles : Tina Steedman
- 1975 : Angels (série télévisée) : Jo Longhurst (1975-1976)
- 1976 : The Many Wives of Patrick (série télévisée) : Madeline Woodford
- 1977 : Poldark II (feuilleton TV) : Rowella Chynoweth Solway
- 1978 : Emmerdale Farm (série télévisée) : Pip Coulter (1978)
- 1980 : Grundy (série télévisée) : Sharon
- 1984 : Camille (téléfilm) : Julie
- 1985 : Galloping Galaxies! (série télévisée) : Robot 35'
- 1985 : EastEnders (série télévisée) : Geraldine (1991)
- 1995 : The Politician's Wife (téléfilm) : Angie
- 1996 : Married for Life (série télévisée) : Judy Hollingsworth
- 2004 : The Second Quest (téléfilm) : Mrs. Biggs